# Littérature vieil-anglaise
La littérature vieil-anglaise rassemble les textes produits en Angleterre au haut Moyen Âge rédigés en vieil anglais, la langue vernaculaire des Anglo-Saxons. Durant cette période, son développement va de pair avec celui de la littérature anglo-latine. Ces textes appartiennent à des genres très variés : hagiographies, homélies, chroniques, textes juridiques, poésie, etc.

## Historique

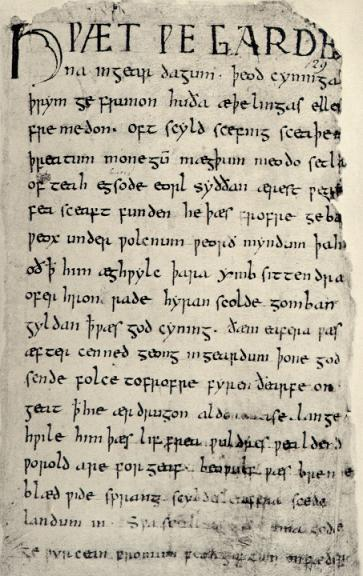
La première page du poème Beowulf dans le codex Nowell.

La plupart des manuscrits préservés de l'époque des Anglo-Saxons datent de la seconde moitié des 600 ans qu'a duré leur domination sur l'Angleterre, entre les IXe et XIe siècles. Certains sont en latin, d'autres en vieil anglais. Le vieil anglais est la première langue des îles britanniques à avoir été écrite ; elle devient nécessaire à la suite des invasions danoises et de l'instauration de la Danelaw, la « zone de loi danoise ». La responsabilité de l'Église catholique a été évoquée en raison de la baisse de l'alphabétisation, qui faisait que moins de personnes pouvaient lire les textes en latin. Le roi Alfred le Grand (r. 871-899), pourtant désireux de redonner de l'importance à la culture anglaise, a également déploré le mauvais état de l'éducation latine ; il a par conséquent instauré une éducation de base en vieil anglais, où seuls ceux qui réussissent vont apprendre le latin ; ainsi, de nombreux textes en vieil anglais conservés étaient destinés à l'enseignement.

## Manuscrits

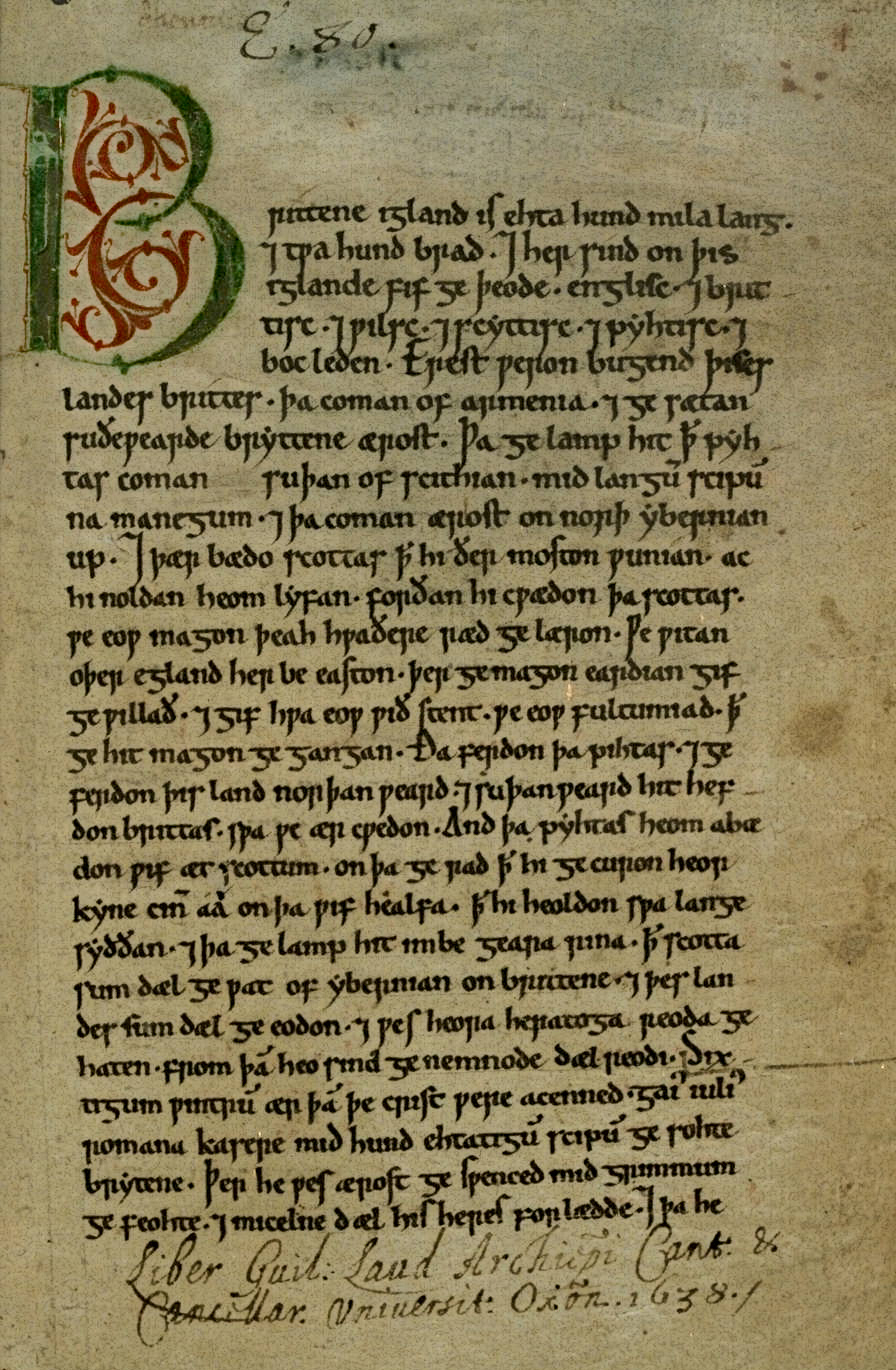
La première page de la Chronique de Peterborough, l'une des versions de la Chronique anglo-saxonne.

On trouve au total environ 400 documents conservés contenant des textes en vieil anglais ; 189 d’entre eux sont considérés comme importants. Ils sont très prisés depuis le XVIe siècle par les collectionneurs, autant pour leur valeur historique que par leur esthétique.
La majeure partie de la poésie vieil-anglaise est préservée dans quatre manuscrits produits vers la fin du Xe siècle :
- le manuscrit Junius XI, anciennement dit « de Cædmon », anthologie de poésie illustrée ;
- le Livre d’Exeter, également anthologie, situé depuis le XIe siècle à la cathédrale d'Exeter ;
- le Livre de Verceil, contenant poésie et prose, tenant son nom de la ville italienne de Vercelli où il se trouve sans explication depuis le XIe siècle ;
- le Codex Nowell, contenant également poésie et prose, et particulièrement le texte de Beowulf.

Les recherches du XXe siècle se sont focalisées sur la datation des manuscrits (les chercheurs du XIXe siècle les dataient de plus de temps que les modernes), leur provenance (les principaux scriptoria étaient situés à Winchester, Exeter, Worcester, Abingdon, Durham, et deux à Cantorbéry, l’un à la cathédrale Christ Church et l’autre à l’abbaye Saint-Augustin), et les dialectes régionaux utilisés (northumbrien, mercien, kentien ou saxon occidental). Une grande majorité des auteurs des textes sont anonymes.
Tous les textes ne sont pas de la littérature : le corpus compte aussi des listes de noms, des essais abandonnés, etc. Cependant, on y trouve : des sermons et textes hagiographiques (les plus nombreux) ; des traductions de la Bible (hexateuque vieil-anglais) ; des traductions de textes latins des Pères de l’Église ; des chroniques anglo-saxonnes et autres récits historiques ; des textes de loi, testaments et autres textes juridiques ; des textes pratiques sur la grammaire, la médecine, la géographie ; en enfin, de la poésie.

## Postérité
La littérature en vieil anglais ne disparaît pas en 1066 avec la conquête normande. De nombreux sermons et travaux ont continué à être lus ou utilisés jusqu’au XIVe siècle, puis ils ont été catalogués et organisés. Durant la Réforme, sous le règne d’Élisabeth Ire, avec la dissolution des monastères, beaucoup de documents ont été perdus, mais une partie des manuscrits ont été récupérés par les antiquaires, puis étudiés par des historiens, dont Laurence Nowell, Matthew Parker, Robert Bruce Cotton et Humfrey Wanley.
Au cours du XVIIe siècle commence une tradition de dictionnaires en vieil anglais : le premier est le Dictionarium Saxonico-Latino-Anglicum de William Somner (en), en 1659. Le lexicographe Joseph Bosworth commence au XIXe siècle un dictionnaire intitulé An Anglo-Saxon Dictionary (en), terminé par Thomas Northcote Toller (en) en 1898 et mis à jour par Alistair Campbell en 1972.
Le vieil anglais ayant été l’une des premières langues vernaculaires écrites, les nationalistes romantiques du XIXe siècle à la recherche des racines de la « culture nationale » européenne se sont intéressés à la littérature anglo-saxonne, et le vieil anglais est entré dans les programmes d’études universitaires. William Morris traduit avec A. J. Wyatt Beowulf en 1895.
L’influence de la poésie vieil-anglaise se retrouve chez des poètes modernes comme T. S. Eliot, Ezra Pound et W. H. Auden. Le poète Ezra Pound s’inspire des œuvres, et traduit The Seafarer. J. R. R. Tolkien, philologue et plus tard écrivain, a amené en 1936 à étudier le vieil anglais du point de vue de la théorie linguistique dans sa conférence intitulée Beowulf : Les Monstres et les Critiques ; il a également adapté les thématiques et terminologie vieil-anglaises — particulièrement, du dialecte mercien — de la poésie héroïque dans ses romans Le Hobbit et Le Seigneur des anneaux. Après la Seconde Guerre mondiale, l’intérêt pour les manuscrits eux-mêmes a augmenté — le paléographe Neil Ripley Ker (en) publie en 1957 un « catalogue des manuscrits contenant de l’anglo-saxon » (Catalogue of Manuscripts Containing Anglo-Saxon), et en 1980 presque tous les textes vieil-anglais ont été édités.